# سیوداد دلا کوستا
سیوداد دلا کاستا (به اسپانیایی: Ciudad de la Costa) شهری در کشور اروگوئه، استان کنلونس است که جمعیت آن در سرشماری سال ۲۰۰۴ میلادی ۸۳٬۳۹۹ نفر بوده‌است.